# Zlatko Vujović
Zlatko Vujović (serbi: Златко Вујовић, 26 d'agost de 1958) és un exfutbolista croat de la dècada de 1980. El seu germà bessó Zoran també fou futbolista.
Fou 70 cops internacional amb la selecció iugoslava amb la qual participà en la Copa del Món de 1982 i 1990.
Pel que fa a clubs, defensà els colors de HNK Hajduk Split, FC Girondins de Bordeaux, AS Cannes, Paris Saint-Germain FC, FC Sochaux-Montbéliard i OGC Nice.
Posteriorment continuà lligat com a entrenador al Hajduk.